# I Hate U
I Hate U è un singolo della cantautrice statunitense SZA, pubblicato il 3 dicembre 2021 come secondo estratto dal secondo album in studio SOS.

## Antefatti
Il brano era stato precedente reso disponibile in esclusiva sulla piattaforma SoundCloud nel mese di agosto 2021 insieme ad altre due tracce inedite, Joni e Nightbird. Vista la popolarità acquisita su TikTok, è stato pubblicato sulle piattaforme di musica streaming e digitale il 3 dicembre successivo.

## Tracce
Testi e musiche di Solána Rowe, Robert Bisel, Cody Fayne, Carter Lang e Dylan Patrice.
1. I Hate U – 2:54

## Successo commerciale
A seguito della sua pubblicazione come singolo ufficiale, I Hate U ha debuttato alla prima posizione delle classifiche statunitensi di Spotify e Apple Music, infrangendo su quest'ultima il record per la canzone R&B di un'artista femminile con il maggior numero di streaming ottenuti nella sua prima settimana di pubblicazione. La canzone ha, in seguito, debuttato alla settimana posizione della Billboard Hot 100 statunitense, grazie a 27,6 milioni di streaming, 4.600 download digitali e 485 000 ascoltatori radiofonici accumulati nella prima settimana. La canzone è diventata la quinta top 10 di SZA e la seconda, dopo Kiss Me More con Doja Cat, a fare ingresso direttamente in quest'area della classifica. I Hate U ha raggiunto la prima posizione anche della Hot R&B/Hip-Hop Songs e della Hot R&B Songs, diventando rispettivamente la sua prima e seconda numero uno nelle suddette classifiche. La canzone è stata in seguito certificata due volte platino dalla Recording Industry Association of America.
Nel resto del mondo, I Hate U ha raggiunto la top 10 in Nuova Zelanda e Sudafrica, la top 20 in Canada e in Australia, così come la top 40 in Irlanda e Regno Unito.

## Classifiche

### Classifiche settimanali
| Classifica (2021) | Posizione massima |
| ----------------- | ----------------- |
| Australia         | 16                |
| Canada            | 14                |
| Grecia            | 44                |
| Irlanda           | 27                |
| Lituania          | 63                |
| Nuova Zelanda     | 8                 |
| Portogallo        | 49                |
| Regno Unito       | 38                |
| Stati Uniti       | 7                 |
| Sudafrica         | 8                 |

### Classifiche di fine anno
| Classifica (2022) | Posizione |
| ----------------- | --------- |
| Stati Uniti       | 50        |

## Date di pubblicazione
| Paese                 | Data            | Formato                        | Nota   |
| --------------------- | --------------- | ------------------------------ | ------ |
| Mondo                 | 3 dicembre 2021 | Download digitale, streaming   |        |
| Stati Uniti d'America | 11 gennaio 2022 | Urban contemporary radio       | [ 26 ] |
| Stati Uniti d'America | 15 marzo 2022   | Urban adult contemporary radio | [ 27 ] |